# Emma Marcegaglia
Emma Marcegaglia, född 24 december 1965 i Mantua, är en italiensk företagsledare som är styrelseordförande för det multinationella petroleumbolaget Eni S.p.A. och det europeiska lobbyingorganisationen Business Europe. Hon har varit aktiv i Italiens största arbetsgivarorganisation Confindustria sedan 1994, där hon ledde organisationen mellan 2008 och 2012.
Marcegaglia avlade en kandidatexamen i företagsekonomi vid Università Commerciale Luigi Bocconi och en master of business administration vid New York University.